# 女性上位時代 (アルバム)
『女性上位時代』（じょせいじょういじだい　英題：THIS YEAR'S GIRL）は、1991年9月1日に発売された、ピチカート・ファイヴ通算5枚目のスタジオ・アルバム。

## 背景
ピチカート・ファイヴは日本コロムビア移籍後、1991年5月から9月まで毎月1枚ずつCDを「5-4-3-2-1 count down to extacy」のテーマにて5月に『学校に行こう!サウンドトラック』、6月から8月までミニ・アルバム三部作『最新型のピチカート・ファイヴ』『超音速のピチカート・ファイヴ』『レディメイドのピチカート・ファイヴ』を発売。9月発売の本作『女性上位時代』はそのテーマの締め括りとなる。

## 制作
昨年まで在籍した田島貴男が脱退。代わってそれまでコーラスを担当していた野宮真貴をメイン・ボーカルに据えた1枚目の本作は、男性ボーカル→女性ボーカルとこれまでと違うアプローチであるが、全編を通して野宮の印象を強く残す楽曲が続き、すべて聴き終わった後に、野宮＝新たなピチカート・ファイヴの誕生を感じさせるアルバムに仕上げられている。

## カバー
野宮が1981年に発売したソロ・アルバム『ピンクの心』に収録され、佐藤奈々子より楽曲提供を受けた「トゥイギー・トゥイギー」、細野晴臣自身が本作のレコーディングに参加、野宮とコラボレートした細野の楽曲「パーティー」の2曲のカバーを収録。

## 再発盤
2006年3月31日、小西康陽のアートディレクションによる再発盤が発売。

## 収録曲
- 作詞・作曲：小西康陽（特記以外）
- 編曲：ピチカート・ファイヴ

1. 女性上位時代 #4（1分00秒）
  - メンバー・インタビュー
2. 私のすべて（1分51秒）
3. お早よう（5分07秒）
4. サンキュー（5分26秒）
5. 大人になりましょう（3分36秒）
6. 女性上位時代 #5（0分13秒）
  - ナレーション
7. ベイビイ・ラヴ・チャイルド（3分41秒）
  - 作曲：高浪敬太郎
8. トゥイギー・トゥイギー（2分48秒）
  - 作詞・作曲：佐藤奈々子
9. トゥイギー対ジェームス・ボンド（1分15秒）
10. 神様がくれたもの（4分49秒）
  - 作詞：野宮真貴　作曲：高浪敬太郎
11. パーティー（4分32秒）
  - 作詞：中山康史・鈴木りょうこ　作曲：細野晴臣
  - 『HOSONO HOUSE』収録曲カバー。
12. しりとりする恋人たち（4分15秒）
  - 作曲：窪田晴男・野宮真貴
13. マーブル・インデックス（3分56秒）
  - 作詞・作曲：高浪敬太郎
14. きみになりたい（4分33秒）
15. むずかしい人（3分52秒）
  - 作詞：野宮真貴　作曲：高浪敬太郎
16. TOKYO'S COOLEST SOUND（4分16秒）
  - 作曲：高浪敬太郎
17. クールの誕生（3分46秒）
18. 女性上位時代 #6（2分06秒）
  - 作曲：小西康陽・窪田晴男・野宮真貴
  - メンバー・インタビュー